# プロポーズ大作戦 (テレビドラマ)
『プロポーズ大作戦』（プロポーズだいさくせん、英題：Operation Love）は、フジテレビ系列の「月9」枠で2007年4月16日から6月25日まで、毎週月曜日21:00 - 21:54（JST）に放送された日本のテレビドラマ。主演は山下智久と長澤まさみ。キャッチコピーは「大ッキライスキ♥♥」。
2008年3月25日にスペシャルドラマが放送。
なお、このドラマの韓国版リメイクが2012年2月からTV朝鮮で、中国版リメイク版が2017年に制作され放送された。

## 概要
山下智久と長澤まさみの共演は『ドラゴン桜』（TBS系列）以来1年9ヶ月ぶりとなり、そのドラマでも2人は幼なじみを演じた。山下智久は『ランチの女王』以来4年9ヶ月ぶりの月9出演である。長澤まさみは月9初出演である。「月9」ドラマとしては、『トップキャスター』以来の原作無しのオリジナルドラマ。
思いを寄せていた幼なじみ・吉田礼（長澤）に告白できないまま、彼女の結婚式に出席することになった主人公・岩瀬健（山下）が、妖精（三上）の力を借りて過去に戻って恋の成就を試みるラブコメディ。
雑誌『ザテレビジョン』が行った「第53回ザテレビジョンドラマアカデミー賞」（2007年春クール）において、最優秀作品賞とドラマソング賞を受賞し、山下智久は主演男優賞第2位、長澤まさみも主演女優賞第2位だった。
中途半端なエンディングだったことから、視聴者から放送終了後に電話4000件、メール3000件の問い合わせが送られた。その声に応える意味で、2008年3月25日に2時間18分のスペシャル版が放送された。
「プロポーズ大作戦」の名称は過去に同名のバラエティ番組のタイトルとして使用した朝日放送（のちの朝日放送グループホールディングス・朝日放送テレビ・朝日放送ラジオ）が2011年に商標登録しているが（登録番号：第5435564号、登録日：2011年9月2日、登録公報発行日：2011年10月4日、存続期間満了日：2021年9月2日。持株会社化後は朝日放送グループホールディングスが保有）、本作品については登録出願前だったため問題なく使用された。
商標登録後も再放送などの二次使用が制限されていない他、朝日放送グループも商標権侵害についての訴訟などの法的措置を行使していないため、名称の使用を許諾している可能性があるが、特に明確には発表されていない。

## ストーリー

### レギュラー放送
岩瀬健（山下智久）は恋に不器用で、大好きだった幼馴染みの吉田礼（長澤まさみ）に告白できないまま、礼と恋人・多田（藤木直人）の結婚式に出席することになってしまった。自分と礼が写っているスライド写真を眺め、健は「ちゃんと告白していれば、自分が礼と結婚できたかもしれないのに…」と激しく後悔する。そこへ、時間を操れるという妖精（三上博史）が現れ、過去に戻してやると申し出る。そして健は、「ハレルヤチャンス」という言葉とともに過去へタイムスリップ。礼とのハッピーエンドを目指して奮闘する。

### スペシャル版
物語は、礼と多田の結婚式がご破算となった1年後、健が過去で助けたことによって結ばれた鶴見尚（濱田岳）と奥エリ（榮倉奈々）がハワイで結婚式を挙げるところから始まる。しかし結婚式直前でエリが日本に帰国してしまう。教会で妖精に再会した健は二人を助けるため、再び過去に戻って奮闘する。

## 登場人物

### 主要人物
岩瀬 健
演 - 山下智久
本作の主人公。普段は「ケン」と呼ばれているが、礼には「ケンゾー」と呼ばれている。要領が悪く意地っ張りで、お人よしな性格。礼の事が好きだったが、不甲斐無い上に意地っ張りな自身の性格が災いし礼といつも憎まれ口を叩いてしまい、告白のタイミングを逃し続け、ついには高校時代の教育実習生であった多田に礼を取られてしまう。そして礼と多田の結婚式で、過去の自分を変えて礼に好きと伝えたいと思い、過去へタイムスリップする。思い切りのない性格ではあったが、タイムスリップを重ねるごとに徐々に成長していく。スペシャルで、礼にプロポーズする。
吉田 礼
演 - 長澤まさみ（小学生時代：松元環季 / 幼少時代：橋本くるみ）
本作のもう1人の主人公。健の幼馴染。健と同様意地っ張りで、恋には不器用。ずっと健のことが好きで、中学卒業時に告白を決意し手紙を書くが、渡せずに自分で持っていた（20歳の誕生日に捨ててしまう）。高校の頃に教育実習生であった多田と出逢い大学生時に告白され、自分へのまっすぐな想いの伝え方に心を打たれ多田との結婚を決意。小学校の頃に健からもらった消しゴムに「岩瀬健三」と書かれていた（元々は「岩瀬健三年二組」と書かれていたが、健が消しゴムを半分にちぎった際、ちょうど「三」と「年」の間で切れた）ことをキッカケに健のことを「ケンゾー」と呼んでいた。多田のプロポーズを受けた日から呼ばなくなるが、結婚式を飛び出してからまた呼ぶようになる。スペシャルで健のプロポーズを受ける。
妖精
演 - 三上博史（特別出演）
健の前に現れた英国紳士風の男性。指を鳴らす事による時間の停止・再生とスライドに写った写真の時間にタイムスリップさせる事ができる能力を持つ。タイムスリップさせる度に健の皿の料理をつまんでいく。告白のタイミングにこだわる健に対し説教じみた話をする。
タイムスリップの方法は、自分の写っている写真（ここでは結婚式披露宴で上映されているスライド写真）に対して「あの頃に戻りたい」と念じるだけ。隅に小さく写っているだけ、その写真に写っている写真に写っているだけ、ブラインド越し、ガラス越しでも、とにかく自分がどこかに写っていれば可能である。実際にはその写真を撮る数時間前にタイムスリップする。その間、現実世界は本人と妖精を除きすべての人・物が停止する。カメラのフラッシュを浴びれば帰還できる。帰還先は基本的にはタイムスリップをした瞬間だが、妖精には変更することができる。

### 主要人物の関係者
多田 哲也
演 - 藤木直人
礼の婚約者であり、現代でまもなく結婚するという人物。元々は院生の時に彼女らの高校に訪れた教育実習生であり、真面目すぎる性格から生徒たちに不評を買っていたが、健によって誤解が解け、実習最終日に礼ら生徒と打ち解ける。しかし、次第に礼に惹かれていき、大学講師と生徒という間柄を超えてプロポーズし、そのまっすぐな想いを認められて結婚が決まる。
奥 エリ
演 - 榮倉奈々
礼の親友で恋多き女の子。恋愛には積極的で健や礼にも世話を焼いていたが、ツルの猛烈なアプローチには一切耳を傾けようとしない。しかし、大学時代の健によって過去が変わりツルに告白され付き合うことに。そしてスペシャルの時、ハワイでツルと結婚するはずだったが日本に帰ってしまったものの健によって過去が変わり最後は無事に結婚した。
榎戸 幹雄
演 - 平岡祐太
高校からの健の親友。映像会社に勤めていて、礼の結婚式やツルとエリの結婚式のスライドを作成する。頭がよくクールな外見で女性によくモテて彼女もおり、ツルからはたびたび師匠と崇められていた。健の時代を先取った発言から健がタイムスリップしている事に気付き、健に協力する。妖精以外で健のタイムスリップに気づいている唯一の存在。2004年大晦日に健がタイムスリップした時から協力することに。
鶴見 尚
演 - 濱田岳
高校からの健の親友。非常にお調子者で要領が良くメンバーのムードメーカー的存在。健達からは「ツル」と呼ばれている。身長が低いことがコンプレックスである。自分にとって“高嶺の花”であるエリの事が好きで果敢にアプローチするも一切耳に入れてもらえず周りからも「無理だから止めとけ」と再三注意を受けていた。しかし、大学時代の夏休みにタイムスリップしていた健に自分の不甲斐ない性格を指摘され、エリに告白。3年後の現在は晴れて交際しており、そして前述の通りエリと結婚した。

### 立修高等学校時代の関係者
伊藤 松憲
演 - 松重豊
健たちの通った立修高等学校の教師であり野球部監督。だが陶芸に目覚め、立修大学に健たちと同学年の生徒として入学。
陶芸の道にはまず商売する事を学んだ方がいいと思い込み、経済学部に入る。そして幹雄から知ったパチンコ店のバイト中にも現れ轆轤セットがほしいがためにパチンコを頑張ったり、動体視力を身に着けようとテニスをやったりと陶芸にはあまり関係の無いことをやたら続けている。そして多田が訪問した時、轆轤をしているのかと思えばルービックキューブをやっていたりと、作中でついに轆轤を始める事はなかった。
根津 重人
演 - 渡部豪太
健の高校時代のクラスメイト。芝居がかった振る舞いが特徴で、ソクラテスという渾名をつけられている。

### 吉田家
吉田 貴礼
演 - 森本レオ
礼の父。健の義父。
吉田 礼奈
演 - 宮崎美子
礼の母。健の義母。

### その他
西尾 保
演 - 菊池健一郎
健達の溜り場になっているハンバーガー店店長。
御法川 潤蔵
演 - 山崎樹範
礼と多田の結婚式の司会者。
松木 優子
演 - 原史奈
幹雄の彼女。
ジオ・ゲルグーグ
演 - トラオレ・イッサ
マラソンランナー。タイムスリップ時も含め健の行く先々に姿を見せる。

### ゲスト
第1話
- タクシー運転手、大学の職員 - 酒井敏也（第5話、最終話・スペシャル）
- 甲子園予選主審 - ト字たかお
- 三島宏（瀧山高校投手） - 杉浦大介
- 結婚式受付 - 南好洋、平良千春（最終話）

第3話
- キャメロン（教育実習生） - 松本莉緒

第4話
- 長瀬未沙（健に第2ボタンを貰った後輩） - 星井七瀬

第5話
- 仁王淳治（バレー部の生徒,エリの彼氏） - 小林且弥（第6話）
- 吉田太志（礼の祖父）（じぃじ） - 夏八木勲（第10話）

第6話
- 郵便局員 - 樋渡真司

第7話
- ほらっち（伊藤のテニスサークル仲間） - ホラン千秋

第9話
- 安田係長（健の上司） - 小倉久寛
- 映画監督 - 半海一晃
- 下畠社長 - 椎名泰三

第10話
- ハンバーガー店の客 - アントニオ小猪木

スペシャル
- キャバクラのボーイ - 狩野英孝
- 柴田幸子（多田先生の幼馴染） - 紺野まひる

## スタッフ
- 脚本 - 金子茂樹
- 音楽 - 吉川慶（ビクター/スピードスターレコーズ）
- 主題歌 - 桑田佳祐「明日晴れるかな」（タイシタレーベル/スピードスターレコーズ）
  - エンドロールでギターを弾き語る桑田本人がカメオ出演。なお、同曲が収録されたシングルのCMにも、このエンディングと同じ映像が用いられた。
- 挿入歌 - MONGOL800「小さな恋のうた」
  - 第2話、第8話、第10話、スペシャルの挿入歌。岩瀬健が、高校時代にハマっていたアーティストの曲として登場する。
  - 第2話「コーヒー牛乳で結婚できる!?」で、岩瀬健が吉田礼に貸していたCDとして登場する。教室から出て下駄箱へ行くシーン、ハンバーガーショップで健の誕生日パーティーのシーンから多田先生が学校に訪れ、黒板に書いてある健の告白を消してしまうシーンにかけて流れる。
  - 第8話「年越しに流す涙は本物ですか」では、榎戸幹雄の車に積んである「KEN'S BEST」（幹雄曰く高校くらいのときのもの）と書かれたMDのトラック1に入っており、そのシーンで流れる。
  - 第10話 ｢ラスト・ハレルヤチャンス｣では、健&礼 vs 尚&エリ のエアーホッケーでの対決のシーンで流れる。
- 技術プロデュース - 長谷川美和
- プロデュース - 瀧山麻土香、三竿玲子
- 演出 - 成田岳、加藤裕将、初山恭洋
- 技術協力 - ナックイメージテクノロジー
- 製作著作 - フジテレビ

## 放送日程

### 連続ドラマ
| 2007年                                                     | 2007年  | 2007年                     | 2007年   | 2007年 |
| 各話                                                       | 放送日  | サブタイトル               | 演出     | 視聴率 |
| ---------------------------------------------------------- | ------- | -------------------------- | -------- | ------ |
| 第1話                                                      | 4月16日 | 甲子園行けたら結婚できる!? | 成田岳   | 19.3%  |
| 第2話                                                      | 4月23日 | コーヒー牛乳で結婚できる!? | 成田岳   | 17.1%  |
| 第3話                                                      | 4月30日 | 席がえしたら結婚できますか | 成田岳   | 13.4%  |
| 第4話                                                      | 5月07日 | 第2ボタンで結婚できますか  | 加藤裕将 | 16.4%  |
| 第5話                                                      | 5月14日 | 明日やろうは馬鹿野郎ですか | 加藤裕将 | 16.9%  |
| 第6話                                                      | 5月21日 | 10代最終日何を卒業しますか | 成田岳   | 17.4%  |
| 第7話                                                      | 5月28日 | 恋と花火はいつ散りますか?  | 加藤裕将 | 14.6%  |
| 第8話                                                      | 6月04日 | 年越しに流す涙は本物ですか | 成田岳   | 19.1%  |
| 第9話                                                      | 6月11日 | 最後の一瞬に何を賭けますか | 初山恭洋 | 18.1%  |
| 第10話                                                     | 6月18日 | ラスト・ハレルヤチャンス   | 成田岳   | 17.2%  |
| 最終話                                                     | 6月25日 | 涙の告白は奇跡を呼びますか | 成田岳   | 20.9%  |
| 平均視聴率 17.3%（視聴率は関東地区・ビデオリサーチ社調べ） |         |                            |          |        |

- 第3話はプロ野球ヤクルト対巨人戦中継延長のため、21:15 - 22:09の放送。
- 最終話の瞬間最高視聴率は26.0%[6]。
- フジテレビでは、『再放送大作戦』として2007年6月15日（金） - 6月25日（月）の平日の夕方に再放送した。
- 2007年4月のクールでは唯一、平均視聴率15%越え、最終回は20%越えとなった。

### スペシャル
| 放送日        | サブタイトル                              | 演出   | 視聴率 |
| ------------- | ----------------------------------------- | ------ | ------ |
| 2008年3月25日 | 14年越しの恋に永遠を誓う瞬間は訪れますか? | 成田岳 | 18.4%  |

- 放送時間は138分。

## ロケ地
- ラ・フォレスタ・ディ・マニフィカ（茨城県土浦市）/吉田礼と多田哲也が結婚式を挙げた教会
- 御前崎（静岡県御前崎市）/吉田礼とケンゾーがタクシーでたどり着いた海岸
- 横浜市立大学金沢八景キャンパス/立修大学
- 豊島区西部区民事務所
- 多摩センター南通り
- 日本大通（神奈川県横浜市中区）
- 栃木県立藤岡高等学校（栃木県下都賀郡藤岡町（現・栃木市藤岡地域））/立修大学附属高等学校
- 藤岡町立図書館（現・栃木市立藤岡図書館）（栃木県下都賀郡藤岡町）/立修大学附属高等学校の図書室
- 那須烏山市立向田小学校（栃木県）/小金井市立花岡小学校
- ひばりケ丘球場（埼玉県幸手市）
- 市役所通り（群馬県高崎市）/健が教会にむかうため走った道

協力/栃木県フィルム・コミッション

## 備考
- 第4話で妖精から「お前、悪い詐欺に引っかからないように気をつけたほうがいい」と言及された際、健が「シロサギ?」と返答する『クロサギ』（健を演じる山下智久の過去の主演作）へのオマージュがある。
- 第7話で妖精が健に「カラを破るくらいのことをしないとだめだ」と言ったため、健が「ハレルヤーチャンス」のところでカラを破り、『パネルクイズ アタック25』の児玉清のまねをした（「慎重かつ大胆にまいりましょう、ハレルヤーチャンス!」といって、児玉のアタックチャンスの腕を揺らす動作をした）。
- タイムスリップ中は過去という設定のため、登場する携帯電話も一昔前のものが使われていた（現実世界ではW44S等、当時の最新機種が登場した）。
- スペシャル版で、妖精が健に「お前らの結婚式はスペインで」という続編を予感させる台詞がある。
- エリとツルをメインに設定した「プロポーズ小作戦（Eri My Love）」というスピンオフ作品が携帯動画サイト向けに作成された。
- 濱田岳演じる鶴見尚が谷村新司のものまねをし、仲間と共にカラオケで日本テレビ系『24時間テレビ 「愛は地球を救う」』のテーマソング『サライ』を歌うシーンがある。
- 2017年4月放送の日本テレビ系列の土曜ドラマ『ボク、運命の人です。』は、恋に不器用な主人公（亀梨和也）が謎の男の助言を受けて恋に奮闘するという本作に似た内容のドラマであるが、こちらの脚本も金子が手掛けており、山下も謎の男役で出演している。
- 榮倉と平岡は2005年10月期の月9ドラマだった『危険なアネキ』で同僚の医師役で共演していて本作が2度目の共演だが、2017年1月期に日本テレビ系列で放送された『東京タラレバ娘』では元恋人同士の関係役で再共演した。
- お笑いコンビのANZEN漫才の2人（みやぞん、あらぽん）が、デビュー前に本作第4話にて野球部員役として出演していた。この2人にとって本作がテレビ初出演だったという[7]。

## 関連商品
- プロポーズ大作戦 もしもあの日に戻れたら（ノベライズ、10話以降はオリジナル）
- DVD-BOXが2007年12月7日に発売された。
- スペシャルのDVDは2008年7月25日発売。

## 韓国版ドラマ
2012年2月8日から3月29日までTV朝鮮（조선방송）にて放送。またDATVにて、『プロポーズ大作戦〜Mission to Love』（朝: 프러포즈대작전）のタイトルで日本でも2012年10月1日より放送された。全16話。

### キャスト
- カン・ベコ（岩瀬健に相当）：ユ・スンホ[10]
- ハム・イスル（吉田礼に相当）：パク・ウンビン
- ユ・チェリ（奥エリに相当）：キム・イェウォン
- ソン・チャヌク（榎戸幹雄に相当）：コ・ギョンピョ
- チュ・テナム（鶴見尚に相当）：パク・ヨンソ
- クォン・ジノン（多田哲也に相当）：イ・ヒョンジン
- カン・ジヌ（妖精に相当）：キム・テフン
- 高校教師（伊藤松憲に相当）：イ・ダリョン
- ハム・ソンフン（吉田貴礼に相当）：チュ・ジンモ
- オ・ジョンニム（吉田礼奈に相当）：イ・ウンギョン
- チョ・グクテ（西尾保に相当）：イ・ドゥイル
- チョ・ジンジュ（松木優子に相当）：パク・チンジュ
- オ・テボム（吉田太志に相当）:コ・インボム

### スタッフ
- 制作：ホガエンタテインメント
- 演出：キム・ウソン
- 脚本：ユン・ジリョン

### 視聴率
| 2012年 | 2012年  | 2012年  |
| 回数   | 放送日  | 視聴率  |
| ------ | ------- | ------- |
| 第1回  | 2月8日  | 0.449％ |
| 第2回  | 2月9日  | 0.496％ |
| 第3回  | 2月15日 | 0.583％ |
| 第4回  | 2月16日 | 0.776％ |
| 第5回  | 2月22日 | 0.732％ |
| 第6回  | 2月23日 | 0.618％ |
| 第7回  | 2月29日 | 0.498％ |
| 第8回  | 3月1日  | 0.574％ |
| 第9回  | 3月7日  | 0.741％ |
| 第10話 | 3月8日  | 0.785％ |
| 第11話 | 3月14日 | 0.530％ |
| 第12回 | 3月15日 | 0.536％ |
| 第13回 | 3月21日 | 0.413％ |
| 第14回 | 3月22日 | 0.703％ |
| 第15回 | 3月28日 | 0.517％ |
| 第16回 | 3月29日 | 0.658％ |

## 中国版ドラマ
2017年3月から、中国の騰訊視頻にて配信予定、および同年4月17日から、東方衛視にて放送。日本ではホームドラマチャンネルにて放送された。

### あらすじ
イェン・シャオライ（チャン・イーシン）は、幼なじみのジー・ティエン（チェン・ドゥーリン）の結婚式に出席するが、心は晴れない。シャオライにとって世界で一番好きな人が今、他の男性と結婚していく。シャオライは強烈な後悔の念に襲われる。「あのころに戻ってやり直したい！」。と、突然どこからか“天使”を名乗る男が現れ、「そんなに戻りたいなら戻してやる」と、シャオライをスライドに映る過去にタイムスリップさせた！ 果たしてシャオライは未来を変えられるのか。

### キャスト
- 厳小頼（岩瀬健に相当）：張藝興（チャン・イーシン、レイ）[12]
- 吉恬恬（吉田礼に相当）：陳都霊（チェン・ドゥリン）
- 肖偉哲（多田哲也に相当）：李程彬（中国語版）（トビー・リー）
- 陳浩南：張昊唯（中国語版）（チャン・ハオウェイ）
- 高煅：呂炸炸（中国語版）（ル・チャンチャン）
- 尤莉：趙圓瑗（中国語版）（チャオ・ユエンユエン）
- 天使：張智霖（中国語版）（ジュリアン・チャン）
- 欧陽大熊：楊金賜（中国語版）（ヤン・ジンス）

### スタッフ
- 制作：上海尚世影業有限公司
- 演出：毛小睿

### 視聴率
| 回数  | 放送日    | 平均視聴率 |
| ----- | --------- | ---------- |
| 1-2   | 2017.4.24 | 3.107      |
| 3-4   | 2017.5.1  | 2.229      |
| 5-6   | 2017.5.8  | 2.134      |
| 7-8   | 2017.5.15 | 2.721      |
| 9〜12 | 2017.5.22 | 4.858      |
| 13-16 | 2017.5.23 | 4.332      |
| 17-20 | 2017.5.29 | 4.376      |
| 21-24 | 2017.5.30 | 4.704      |
| 25-28 | 2017.6.5  | 4.315      |
| 29-32 | 2017.6.6  | 4.504      |